# Punto de Kocher
El Punto de Kocher (denominado así por Emil Theodor Kocher) es un punto de entrada común a través del hueso frontal para que un catéter drene líquido cefalorraquídeo del cuerno anterior del ventrículo lateral. Se encuentra a 2-3 centímetros lateral a la línea media (aproximadamente en la línea centrada en pupila) y aproximadamente 11 cm posterior a la nasión, o 10 cm posterior de la glabela. Durante la canulación de los ventrículos laterales, el punto de Kocher se marca como punto de entrada, y se debe tener cuidado de ser al menos 1cm antes de la sutura coronal para evitar dañar la corteza motora primaria. Se usa como referencia de entrada para drenar líquido cefalorraquídeo para el tratamiento de hidrocefalia aguda y para medición de la presión intracraneal.